# Au/Ra
Jamie Lou Stenzel (15 de mayo de 2002), conocida por su nombre artístico de Au/Ra, es una cantante y compositora antiguana de origen alemán. Debutó en 2016 con el lanzamiento de su sencillo «Concrete Jungle», el cual acumuló más de 15 millones de reproducciones en plataformas digitales en poco tiempo. En 2018, alcanzó reconocimiento con la versión de CamelPhat de su sencillo «Panic Room», una canción que escribió inspirada en su lucha con la salud mental y la ansiedad. Ese mismo año, colaboró con el DJ noruego Alan Walker en la canción «Darkside», que alcanzó el número uno en varios países europeos.
A lo largo de su carrera, Au/Ra ha lanzado tres EPs: Outsiders en 2017, X Games en 2018 y Soundtrack to an Existential Crisis en 2021. Además, ha publicado numerosos sencillos tanto en solitario como en colaboración con otros artistas, incluyendo «I Miss U» con Jax Jones, «Ghost» y «Somebody Like U» con Alan Walker, y «Highs & Lows» con ATB y York.

## Biografía y carrera
Jamie Lou Stenzel nació el 15 de mayo de 2002 en Ibiza, España. Es hija del productor alemán Torsten Stenzel y de la cantante alemana basada en Ibiza Asheni, también conocida profesionalmente como Angela Fuller. Pasó sus primeros años de vida en Ibiza, donde creció hablando catalán y alemán. Posteriormente, se mudó a St. John’s, en Antigua y Barbuda, donde fue criada. Desde pequeña mostró interés por la música, influenciada por su entorno familiar, ya que su padre trabajaba en la escena del trance y techno. Aprendió inglés a los cinco años, lo que le permitió empezar a cantar sus canciones favoritas y desarrollar un gusto por la literatura y la escritura creativa. Comenzó a escribir canciones y a trabajar en estudios desde los doce años, dando los primeros pasos en la música a una edad temprana.
Lanzó su primer sencillo, «Concrete Jungle», en 2016. La canción acumuló más de 15 millones de reproducciones en plataformas digitales en poco tiempo . En 2017, publicó su primer EP, Outsiders, que incluye el sencillo «Kicks».
En 2018, alcanzó reconocimiento con la versión de CamelPhat de su sencillo «Panic Room», una canción que escribió inspirada en su lucha con la salud mental y la ansiedad. Ese mismo año, colaboró con el DJ noruego Alan Walker en la canción «Darkside», que alcanzó el número uno en varios países europeos. En 2019, lanzó el sencillo «Assassin» y colaboró con Alan Walker en «Ghost», incluida en la banda sonora del videojuego Death Stranding: Timefall.
En 2020, lanzó el sencillo «Dead Girl! (Shake My Head)», una metáfora sobre sentirse como un paria . En 2021, publicó su tercer EP, Soundtrack to an Existential Crisis, creado durante el confinamiento en su país de origen, Antigua y Barbuda.
Entre 2022 y 2024 continuó publicando sencillos y colaboraciones con artistas como Jax Jones, ATB, York, Gryffin y San Holo. En 2025, tras una pausa, regresó con el sencillo «BLAH» y anunció presentaciones en ciudades europeas como Manchester, Londres y Berlín, marcando el inicio de una nueva etapa en su carrera.

## Origen de su nombre artístico
Su nombre artístico proviene de la unión de dos elementos de la tabla periódica: "Au" representa al oro, mientras que "Ra" se refiere al radio. De acuerdo con Walker's Unmasked Vlog #1 Video en YouTube, Jamie explicó que ya había varios artistas con el nombre 'Aura', así que cuando  escogió 'Aura' como su nombre artístico, decidió añadir una barra entre 'Au' y 'Ra'. También ha mencionado que su nombre deriva de un fanfiction del Señor de los Anillos que escribió tiempo atrás en la cual el personaje principal se llamaba Aura.

## Discografía

### Extended plays
| Título                              | Detalles                                                                                                 |
| ----------------------------------- | --- |
| Outsiders                           | - Lanzamiento: 26 de octubre de 2017 - Discográfica: Loudmouth Music Limited - Formato: Descarga digital |
| X Games                             | - Lanzamiento: 19 de octubre de 2018 - Discográfica: Loudmouth Music Limited - Formato: Descarga digital |
| Soundtrack to an Existential Crisis | - Lanzamiento: 27 de agosto de 2021 - Discográfica: Loudmouth Music Limited - Formato: Descarga digital  |

### Sencillos

#### Como artista principal
| Título                                                      | Año  | Mejores posiciones en listas | Mejores posiciones en listas | Mejores posiciones en listas | Mejores posiciones en listas | Mejores posiciones en listas | Mejores posiciones en listas | Mejores posiciones en listas | Álbum                               |
| Título                                                      | Año  | AUS Club                     | UK                           | UK Dance                     | BEL                          | IRE                          | SCO                          | US Dance                     | Álbum                               |
| ----------------------------------------------------------- | ---- | ---------------------------- | ---------------------------- | ---------------------------- | ---------------------------- | ---------------------------- | ---------------------------- | ---------------------------- | ----------------------------------- |
| «Jungla de Asfalto»                                         | 2016 | —                            | —                            | —                            | —                            | —                            | —                            | —                            | sencillo sin álbum                  |
| «Kicks»                                                     | 2017 | —                            | —                            | —                            | —                            | —                            | —                            | —                            | Outsiders                           |
| «Concrete Jungle»                                           | 2017 | —                            | —                            | —                            | —                            | —                            | —                            | —                            | Outsiders                           |
| «Outsiders»                                                 | 2017 | —                            | —                            | —                            | —                            | —                            | —                            | —                            | Outsiders                           |
| «Panic Room» (solo o con CamelPhat)                         | 2018 | 1                            | 30                           | 5                            | 37                           | 41                           | 21                           | 48                           | X Games                             |
| «Emoji»                                                     | 2018 | —                            | —                            | —                            | —                            | —                            | —                            | —                            | X Games                             |
| «X games»                                                   | 2019 | —                            | —                            | —                            | —                            | —                            | —                            | —                            | X Games                             |
| «Assassin»                                                  | 2019 | —                            | —                            | —                            | —                            | —                            | —                            | —                            |                                     |
| «Dance in the Dark»                                         | 2019 | —                            | —                            | —                            | —                            | —                            | —                            | —                            |                                     |
| «Medicine»                                                  | 2019 | —                            | —                            | —                            | —                            | —                            | —                            | —                            |                                     |
| «Stay Happy»                                                | 2019 | —                            | —                            | —                            | —                            | —                            | —                            | —                            |                                     |
| «Ghost» (con Alan Walker)                                   | 2019 | —                            | —                            | —                            | —                            | —                            | —                            | —                            | Death Stranding: Timefall           |
| «Ideas»                                                     | 2020 | —                            | —                            | —                            | —                            | —                            | —                            | —                            |                                     |
| «Dead Girl! (Shake My Head)»                                | 2021 | —                            | —                            | —                            | —                            | —                            | —                            | —                            | Soundtrack to an Existential Crisis |
| «Bite Marks»                                                | 2021 | —                            | —                            | —                            | —                            | —                            | —                            | —                            | Soundtrack to an Existential Crisis |
| «Screw Feelings»                                            | 2021 | —                            | —                            | —                            | —                            | —                            | —                            | —                            | Soundtrack to an Existential Crisis |
| "Golden Hour" (con York)                                    | 2021 | —                            | —                            | —                            | —                            | —                            | —                            | —                            |                                     |
| "Frozen Halos"                                              | 2021 | —                            | —                            | —                            | —                            | —                            | —                            | —                            |                                     |
| "Plz don't waste my youth"                                  | 2022 | —                            | —                            | —                            | —                            | —                            | —                            | —                            |                                     |
| «—» denota una grabación que no se posicionó o no se lanzó. |      |                              |                              |                              |                              |                              |                              |                              |                                     |

#### Como artista invitado
| Título                                                     | Año  | Mejores posiciones | Mejores posiciones | Mejores posiciones | Mejores posiciones |
| Título                                                     | Año  | NOR                | GER                | IRE                | SWE                |
| ---------------------------------------------------------- | ---- | ------------------ | ------------------ | ------------------ | ------------------ |
| «Darkside» (Alan Walker featuring Au/Ra and Tomine Harket) | 2018 | 1                  | 97                 | 86                 | 11                 |
| «Drown» (Ekali featuring Au/Ra)                            | 2020 | —                  | —                  | —                  | —                  |
| «Feel Again» (Kina featuring Au/Ra)                        | 2020 | —                  | —                  | —                  | —                  |
| «Side Effect» (Alok featuring Au/Ra)                       | 2022 | —                  | —                  | —                  | —                  |